# 翁德雷·巴尔温
翁德雷·巴尔温（捷克語：Ondřej Balvín，1992年9月20日—）為捷克男子籃球運動員，現效力於全国男子篮球联赛苏科雄狮。

## 職業生涯
2021年6月，B1聯賽群馬雷鶴與巴尔温達成簽約意向。巴尔温代表群馬雷鶴出賽38場，場均攻下11分、8.6籃板。
2022年7月，普羅米修斯簽下巴尔温。2023年5月，普羅米修斯與巴尔温續約。2023年6月，全国男子篮球联赛苏科雄狮簽下巴尔温。
2024年6月，巴尔温重返苏科雄狮。巴尔温出賽26場例行賽，場均貢獻20.9分、12.7籃板、2.1阻攻，抱走籃板王與阻攻王頭銜。2024年9月，中国男子篮球职业联赛山西汾酒與巴尔温簽約，為兩個月非保障合約。巴尔温與山西汾酒的合約於11月12日結束，原先山西汾酒同意延長合約，但不久後又變不同意。巴尔温代表山西汾酒出賽7場，場均貢獻9分、6.6籃板。11月30日，巴尔温加盟西班牙籃球乙級聯賽奧布拉多伊洛。

## 外部連結
- 翁德雷·巴尔温在fiba.basketball（英语）
- 翁德雷·巴尔温在archive.fiba.com（存檔）（英语）
- 翁德雷·巴尔温在歐洲籃球聯賽官網（英语）
- 翁德雷·巴尔温在西班牙篮球甲级联赛官網（球員）（西班牙语）
- 翁德雷·巴尔温在德國籃球甲級聯賽官網（德语）
- 翁德雷·巴尔温在中国男子篮球职业联赛官網
- 翁德雷·巴尔温在B.LEAGUE官網（日语）
- 翁德雷·巴尔温在Basketball-Reference.com（國際）（英语）
- 翁德雷·巴尔温在Eurobasket.com（球員）（英语）
- 翁德雷·巴尔温在Proballers（英语）
- 翁德雷·巴尔温在RealGM（球員）（英语）
- 翁德雷·巴尔温在中国篮球数据库
- 翁德雷·巴尔温在Olympics.com（英语）
- 翁德雷·巴尔温在Olympedia（英语）
- 翁德雷·巴尔温在Czech Olympic Committee（捷克语）
- 翁德雷·巴尔温在Flashscore（英语）